# Ist das Kunst oder kann das weg?
Ist das Kunst oder kann das weg? ist eine humoristische Redewendung, die die Erkennbarkeit und Wertschätzung von einigen Werken moderner Kunst in Frage stellt.

## Entstehung
Diese Formulierung wurde zuerst von dem Entertainer Mike Krüger für eine Bühnenshow 2010 verwendet und möglicherweise von ihm erfunden. 2012 und 2016 veröffentlichte Christian Saehrendt zwei Bücher mit diesem Titel sowie 2016/17 eine gleichnamige Kunst-Kolumne im Fernsehprogramm des Hessischen Rundfunks. 
Seitdem wurde diese Redewendung umgangssprachlich im Zusammenhang mit der Erkennbarkeit und Wertschätzung von moderner Kunst verwendet. Ein Beispiel dafür ist die Kontroverse um die berühmte Fettecke von Joseph Beuys.

## Streitbare Kunst
Seit den 1970er Jahren wurden mehrfach moderne Kunstwerke aus Missverständnis beseitigt oder schwer beschädigt. Beispiele waren
- 1973 Museum Morsbroich für Gegenwartskunst, Leverkusen, Installation Wanne von Joseph Beuys, mit Mullbinden, Pflaster, Draht und Fettflecken, wurde von zwei Politikerinnen bei einem Fest irrtümlicherweise gereinigt und zum Gläserspülen genutzt
- 1986 Kunstakademie Düsseldorf, Installation Fettecke von Joseph Beuys, aus mehreren Kilogramm Butter an einer Raumdecke, wurde von einer Reinigungskraft oder einem Hausmeister irrtümlich entfernt
- 2005 Frankfurt am Main, Installation von Michael Beutler, aus gelben Plastikteilen, wurde als Sperrmüll von der Stadtreinigung entsorgt
- 2016 Philippuskirche Mannheim-Käfertal, Installation mit gestalteter Goldfolie von Romana Menze-Kuhn, wurde von einer Reinigungskraft in eine Mülltonne geworfen, danach aber mit einer Mülltonne neu erstellt[2]
- 2016 Museum Nürnberg, Collage von Arthur Köpcke, darin wurde ein Kreuzworträtsel von einer 90-jährigen Frau ausgefüllt, danach wieder gereinigt
- 2024 Westfassade der Kirche St. Cäcilien, Graffiti „Kölner Totentanz“ von Harald Naegeli, wurde versehentlich von den Abfallwirtschaftsbetrieben Köln zum Großteil zerstört.[3]